# Pilosella rothiana
Pilosella rothiana — вид рослин з родини айстрових (Asteraceae), поширений у Європі, Вірменії, Туреччині.

## Опис
Багаторічна волохата трава з розеткою. Стебло пряме, 30–40 см завдовжки, просте або іноді гіллясте, жорстке. Листки цілі, від трав'янисто-зеленого до злегка сіруватого забарвлення. Квітки язичкові блідо-жовті. Сім'янки коричнево-чорні.

## Поширення
Поширений у Європі, Вірменії, Туреччині.